# Warren County Fire Tower
La Warren County Fire Tower est une tour de guet du comté de Warren, en Caroline du Nord, aux États-Unis. Haute d'environ 30,5 mètres, elle a été construite en 1932. Elle est inscrite au Registre national des lieux historiques depuis le 3 mars 2000.